# HUI Research
För andra betydelser, se Hui.
HUI Research (till 2011 Handelns Utredningsinstitut, HUI resp. Turismens utredningsinstitut, TUI) är ett företag ägt av branschorganisationen Svensk Handel. HUI Research bedriver forskning, utredning och analys om handeln och turismen. Det är HUI Research som utser årets julklapp. 
Handelns Utredningsinstitut, HUI, grundades 1968 när Detaljhandelns- och Grosshandelns Utredningsinstitut (DUI och GHI) slogs samman. År 2011 slogs så HUI samman med TUI, Turismens Utredningsinstitut till HUI Research.
HUI Research är till största delen ett konsultföretag men bedriver även forskning.
Konsultverksamheten är inriktad på marknads- och kundanalyser på olika nivåer. Man arbetar också med samhällsekonomiska frågeställningar samt konjunkturanalys och insamling och bearbetning av handelsrelevant statistik som ofta publiceras i samarbete med SCB. De regelbundna rapporterna om den svenska detaljhandelns omsättning är viktiga i samband med bedömningar av konjunkturens riktning. 
Forskningen fokuserar på strukturomvandling och vad som kännetecknar framtidens kunder. Forskningen har nära kopplingar till flera högskolor och universitet.

## Fotnoter
1. ↑  ”Arkiverade kopian”. Arkiverad från originalet den 31 oktober 2015. https://web.archive.org/web/20151031075216/http://www.dagenshandel.se/nyheter/nytt-namn-pa-hui-och-tui/. Läst 11 maj 2013.